# Хакола, Юха (футболист)
Юха Пекка Хакола (фин. Juha Pekka Hakola; 27 октября 1987, Эспоо) — финский футболист, крайний полузащитник. Выступал за сборную Финляндии.

## Биография
Начал взрослую карьеру в 2006 году в команде второго дивизиона Финляндии «Клуби-04» (Хельсинки). В 2006 году перешёл в эстонский клуб «Флора» (Таллин), где провёл два сезона, сыграв 65 матчей и забив 25 голов в чемпионате Эстонии. Становился двукратным серебряным призёром чемпионата страны (2007, 2008), обладателем Кубка Эстонии (2007/08). В 2007 году стал седьмым бомбардиром (14 голов) и был признан лучшим игроком чемпионата Эстонии. В конце 2007 года был на просмотре в испанском «Эспаньоле».
В начале 2009 года перешёл в нидерландский клуб «Хераклес» (Алмело), провёл в нём полтора сезона. Дебютировал в высшем дивизионе Нидерландов 17 января 2009 года в матче против «АДО Ден Хааг», а первый гол забил 19 апреля 2009 года в ворота «НАК Бреда». В сезоне 2010/11 играл за другой клуб из Нидерландов — «Виллем II» (Тилбург), ставший аутсайдером чемпионата. Всего в чемпионате Нидерландов сыграл 50 матчей и забил 4 гола.
Летом 2011 года перешёл в венгерский «Ференцварош» и провёл в нём два сезона, в первом сыграл 19 матчей, во втором — только 7. Стал обладателем Кубка венгерской лиги 2012/13.
В 2013 году вернулся на родину и присоединился к клубу высшего дивизиона «КуПС», в его составе стал финалистом Кубка Финляндии 2013 года. Весной 2014 года выступал за клуб чемпионата Кипра «Арис» (Лимасол), затем в течение двух с половиной сезонов снова играл за «КуПС». В 2017—2018 годах играл за «ВПС», а в 2019 году играл за «Хонку» (Эспоо), с которой стал третьим призёром чемпионата. Всего в высшем дивизионе Финляндии сыграл 137 матчей и забил 24 гола.
С 2020 года играет в третьем дивизионе Финляндии за «Гранкюлла ИФК».
Выступал за сборные Финляндии до 21 и до 23 лет. В составе команды 21-летних — участник финального турнира молодёжного чемпионата Европы 2009 года (2 матча), его команда проиграла все матчи на групповой стадии.
В национальной сборной Финляндии сыграл один матч — 11 февраля 2009 года в товарищеском матче против Португалии (0:1) вышел на замену вместо Йоонаса Колкка на 80-й минуте.

## Достижения
- Серебряный призёр чемпионата Эстонии: 2007, 2008
- Обладатель Кубка Эстонии: 2007/08
- Лучший игрок чемпионата Эстонии: 2007
- Обладатель Кубка венгерской лиги: 2012/13
- Финалист Кубка Финляндии: 2013
- Бронзовый призёр чемпионата Финляндии: 2019